# 中華料理
中華料理（ちゅうかりょうり、簡体字中国語: 中国菜、拼音: Zhōngguó cài〈ジョングオツァイ〉、繁体字中国語: 中華料理、粤語: 中華飲食）は、現在の中華人民共和国や中華民国（台湾）に相当する地域（中国・中華圏）で古くから食べられてきた料理の総称である。中国料理とも呼ばれる。
世界的にも広く親しまれ、フランス料理・トルコ料理と並び「世界三大料理」の1つに数えられる。さらに、中国移民や華人の移動とともに世界各地へ広まり、中華料理は各国で独自の発展を遂げた。現在もなお、多くの国々で親しまれている。
19世紀後半の1880年代頃には、日本では「支那料理」とも呼ばれていたことがあったが、戦後の名称変更の流れの中で「中華料理」「中国料理」という呼称が一般的になった。
中華料理は、本場の中国では一般的に「八大菜系」と呼ばれる8つの系統に分類され、魯菜（山東料理）、川菜（四川料理）、粤菜（広東料理）、蘇菜（江蘇料理）、閩菜（福建料理）、湘菜（湖南料理）、徽菜（安徽料理）、浙菜（浙江料理）が含まれる。一方、日本では四川料理、広東料理、上海料理、北京料理の4つに分類され、より簡略化された形が一般的である。

## 特徴

### 食材と調味料の多様性
中国の国土面積はロシアを除くヨーロッパ全体に匹敵するほど広く、各地方の気候や産物、習慣の違いによりそれぞれの食文化が形成された。また、歴代王朝で漢民族に同化・支配された諸民族、もしくは漢民族を支配した異民族は料理の豊富さをさらに進めた。野菜は食用となる植物ほぼ全てが使われ、食肉も豚、牛、羊、ヤギのほか、鳥類（鶏、カモ、アヒル、ガチョウ）など多様である。魚介類は、海に面する広東省、福建省、山東省などを除いて、淡水魚をメインとする地域が多い。

### 熱いうちに食べる習慣
現在の中華料理の「火を通した熱い食事を取る」原型は南宋時代（1127 - 1297年）で一気に完成したとされる。宋王朝以降の中国では、強い火力を用いることがますます重視され、中華鍋を使い、日本料理や西洋料理に比べて、食用油（ラードやごま油など）を多用する炒め物が多いという傾向がある。逆に生野菜の使用や冷たい料理は少なく、伝統的な料理では涼麺や粉皮、杏仁豆腐程度である。中国文化においては飲料水においても冷たい水は好まれず、茶や白湯、常温で提供される。

### 精進料理
宗教的な理由による食のタブーを持つ人々もおり、仏教徒（チベット仏教は除く）、道教信者の一部向けの精進料理は素菜と呼ばれる（台湾素食など）。イスラム教徒向けには、豚肉及びその加工製品、ラードを用いない清真菜（清真料理）がある。調理器具、技法、忌避されない素材・調味料には類似性がある。

### 世界各国の料理との融合
中国文明は周辺地域にも伝播し、日本料理、朝鮮料理、ベトナム料理などは中華料理の影響を強く受けている。また世界各地に渡った華僑・華人が移民先の国に持ち込んだため、東南アジアや南北アメリカ、ヨーロッパなどに広く普及し、また現地化も進んでいる（日本式中華料理、アメリカ風中華料理など）。
日本も含む世界各地の中華料理関係団体を集めた「世界中国烹飪連合会」は、1992年から中華料理の世界大会も行われている。この大会の中には、持ち込んだ国の料理と融合したり、中国大陸に存在しない食材を利用したり、現地人の料理人が考案したりした、中国本土にも見られない進化を遂げた「中華風」とも言うべき中華料理もある。
中華料理は外国に大きな影響を与える一方、中華料理の手法も日本料理を含む国外の料理に大きな影響を受け、独自の発展を遂げる例も珍しくない。大皿に盛られた料理を取り分けるスタイルから、フランス料理のように一人前ずつ盛った料理をコース順に出し、素材や料理法も現代的に洗練されたヌーベルシノワなどはその一例である。

## 歴史
古代の中華料理は現在とはかなり異なっていた。煮込み、直火焼き、羹（あつもの）が多く、主にすたれた膾（刺身のような生肉・生魚の料理）もよく食べられており、「羹に懲りて膾を吹く」「人口に膾炙（かいしゃ）する（「炙」は直火焼きの焼肉）」など、古代中国由来のことわざ・慣用句にも窺うことができる。古代の中華料理については『斉民要術』が詳しい。
現在の中華料理で頻用される強い火力が必要な炒め物の調理法は、南宋の時代で一気に発展した。元々は石炭を加工した骸炭（コークス）が磁器の製作に使用されていて、それが料理用の炉やかまど、鉄鍋などに転用される事によって生み出されたものである。以後、南宋から元王朝にかけて炒め物が普及した。また同じ頃から、木版印刷の発展により料理本・レシピ集も多数出版されるようになった。
16世紀の明王朝の時から、世界各地の食材や調味料も積極的に取り入れて消化・応用し、独自料理を作り出して進化していった。麻婆豆腐の唐辛子や、青椒肉絲のピーマンなどは中華料理に欠かせない食材となっているが、中国に伝わったのは歴史的な背景からすれば外国から導入された食材である。広東料理には欠かせないオイスターソースは19世紀末に開発され20世紀に入ってから普及したもので、福建料理や広東料理でよく使われるサテソースはインドネシアやマレーシアから伝わった調味料を取り入れたものである。

## 各国の中華料理

### 中国
中国では八大菜系（八大中華料理）という地域分類が最も一般的に用いられている。他にも、大雑把な四大菜系、詳細な分類法などいくつもの分け方が存在する。
- 山東料理（魯菜） - 四大菜系
- 江蘇料理（蘇菜） - 四大菜系
- 浙江料理（浙菜）
- 安徽料理（徽菜）
- 福建料理（閩菜）
- 広東料理（粤菜） - 四大菜系
- 湖南料理（湘菜）
- 四川料理（川菜） - 四大菜系

### 世界の中華料理
主に広東系の中国人によって、東西ヨーロッパ、南北アメリカ、東アジア、東南アジアなどの諸国において広く普及し、また現地化も進んでいる。中国には存在しない「オリジナル」の中華料理も各国に存在し、例えば日本の冷やし中華、アメリカのチャプスイ、インドネシア等のナシゴレン、韓国のチャジャンミョン等がある。東南アジアでは、広東省に加えて福建省からの移住者が多く、福建料理も普及している。しゃぶしゃぶは「涮羊肉（シュワンヤンロウ,  ピンイン：shuàn yáng ròu）」と呼ばれる羊肉の鍋をヒントに日本で考案されたと言われている。
また台湾発祥とされるモンゴリアンバーベキュー（蒙古烤肉）は、拷羊肉と呼ばれる羊肉の鉄板焼きが原型で、アメリカではポピュラーな料理となっている。これら二つはいずれもモンゴル（後に中国）において羊肉の食べ方として最上の料理法をルーツにしているが、原形を留めない。また、日本を含む世界各国で他ジャンルの食材、調理法を取り入れた新しい創作中華料理を目指す料理人も多く存在する。

#### アメリカの中華料理
アメリカでもチャイナタウンを中心に中華料理は人気があるが、欧米の中国系住民は広東省からの移住者（華僑・華人）が多かったという背景もあって広東料理が多い。味付けは、現地人の好みにあわせて変えるケースもある。例えば、アメリカ合衆国ではケチャップがたっぷり加えられるなど、中国よりもずっと甘くて濃い味付けをされる。こうした料理は中国人の舌にはあわないため、同じ料理でもアメリカ人向けと中国人向けの2種類用意されるケースがある。このような現地化によって、同じ店でも開店して数か月もすると味が変わることは昔からあり、好みに合わせる目的と、本場の調味料の入手難などの要因もある。

#### 日本における中華料理
日本において中華料理は、家庭料理を含む日常的な食事としても高級な外食としても定着している。在日中国人の調理師による中華料理店だけでなく、日本人が営む庶民的な、いわゆる町中華が日本中にある。在日中国人や本格的な中華料理を食べたい日本人向けに、日本風にアレンジせず、日本ではなじみが薄い食材（ナマズやザリガニなど）も使う本場風の中国料理店も増えており、「ガチ中華」と呼ばれる。
日本の中華街のほとんどは広東系といわれ、唯一、長崎新地中華街のみが福建系とされてきたが、近年は中国東北部など、各地からの移住者が増えている。旧満州からの引揚者の影響もあって、中国東北部に由来する料理（焼き餃子など）もかなり浸透している。また、日本では四川省出身の料理人陳建民がNHK『きょうの料理』に出演してレシピを公開していた事もあり、エビチリ、麻婆豆腐、担担麺などの四川料理が広く浸透している。
日本人の好みに合わせたアレンジが施されているため、外食のみならず、家庭料理としても広く普及しているラーメンやエビチリ、酢豚、八宝菜、麻婆豆腐なども、中国のものとは異なる場合が多い。冷やし中華やレバニラのように日本人が考案やアレンジした和製中華料理なども安価で提供している。「クックドゥ」や「チャーハンの素」などの野菜や肉を用意して炒めるだけで完成する調理食材もあるが、日本の家庭では火力が小さいため再現しきれないものもある。
沖縄料理においても、沖縄地方の歴史的背景から中国との関わりが深く、ラフテー（東坡肉（トンポーロー）が元祖か）のような豚肉料理やチャンプルーといった庶民的な豆腐と野菜の炒め物など、「沖縄化」された中華料理が多くある。
長崎の卓袱料理、精進料理の普茶料理も中華料理の影響を受けて成立した。
中国本来の本格料理店のイメージを出すため、中国料理（または地域名をつけて「広東料理」「上海料理」「北京料理」「四川料理」）と称する料理店もある。
NHKの放送用語委員会では1973年（日中国交正常化の翌年）より、原則として「中国料理」と表現しているが、これまでの流れと世論調査の結果から、「中華料理」の使用も認めていく可能性も示している。

##### 日本における四大中華料理
日本においては、「広東料理」「上海料理」「北京料理」「四川料理」の四大中華料理という分類が一般的である。

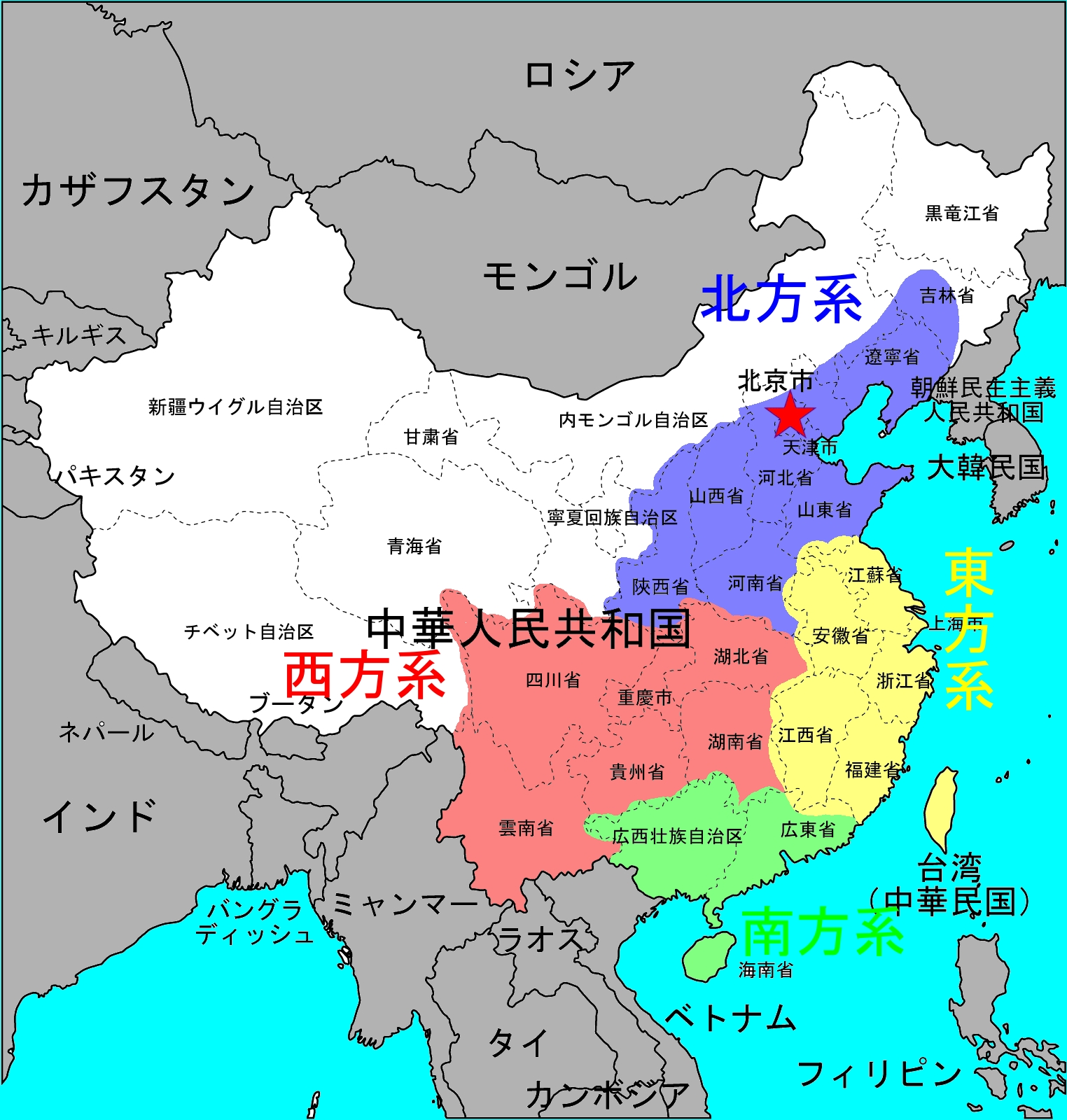
中国料理-系統区分地図

| 中国料理の種類          |                                                |                        |                              |
| 系統                    | 具体例                                         | 材料                   | 特色                         |
| 北方系 （北京料理など） | 北京烤鴨、炸醤麺、水餃子                       | 小麦、豚、羊           | 味が濃く塩辛い               |
| 西方系 （四川料理など） | 麻婆豆腐、乾焼蝦仁、酸辣湯                     | 米、豚、にわとり、大豆 | 香辛料を使った辛い料理が多い |
| 南方系 （広東料理など） | ふかひれスープ、焼売、叉焼、雲吞、蝦餃         | 米、豚、魚介類、岩のり | 薄い味で材料の味を生かす     |
| 東方系 （上海料理など） | 八宝菜、上海ガニの蒸し、小籠包、生煎饅頭、餛飩 | 米、豚、魚介類         | 甘味が強い、黒酢の多用       |

##### 日本で普及した中華料理
- ごはんもの
  - 炒飯（チャーハン）
  - 中華おこわ
  - 中華ちまき
  - 中華丼（日本人の口に合うように工夫した什錦燴飯）
  - 天津飯（日本発祥の中華料理）
- 麺類
  - 担担麺（タンタンメン）
  - 炸醤麺（ジャージャー麺）
  - 雲吞麺（ワンタン麺）
  - 刀削麺
  - 米粉（ビーフン）
  - 牛肉麺
  - ラーメン（日本人の口に合うように工夫した拉麺、太平洋戦争前は支那そば、南京そば、幕末から明治時代にかけて開国に連れて港に出現した中華街（南京街）で中華料理店が開店し、大正時代頃から各地に広まっていった）
  - 焼きそば（日本人の口に合うように工夫した炒麺）
  - 広東麺（日本人の口に合うように工夫した什錦麵羹）
  - 冷やし中華（日本人の口に合うように工夫した涼麵、中国の涼拌麺がルーツとみられる）
  - 涼麵、涼拌麺（中国の冷やし中華）
- 点心
  - 餃子（焼き餃子、水餃子、揚げ餃子など）
  - 焼売
  - 餛飩
  - 小籠包
  - 中華まん
  - 春巻き
  - 生煎饅頭
  - 蝦餃（ハーガオ、シャァ・ジャオ、皮が透明のエビ蒸し餃子）
- おかずと主菜
  - 麻婆豆腐
  - 麻婆茄子
  - 乾焼蝦仁（エビのチリソース煮、日本と中国では大きく異なる）
  - 青椒肉絲
  - 酢豚
  - 回鍋肉（日本と中国では大きく異なる）
  - 八宝菜
  - 北京烤鴨（北京ダック）
  - 芙蓉蛋
  - 上海ガニ
  - 叉焼（チャーシュー、日本と中国では大きく異なる）
  - 唐揚げ（日本と中国では大きく異なる）
  - 油淋鶏
- 中華スープ
  - 魚翅湯（ふかひれスープ）
  - 酸辣湯（サンラータン、中華チリソース入りのスープ）
- デザート・お菓子
  - 月餅
  - 杏仁豆腐（香港発祥）
  - 芒果布丁（マンゴープリン、香港発祥）
  - 芝麻球（揚げ胡麻団子）
- その他
  - 火鍋
  - 飲茶

## 調理方法
俗に「広東人は二足なら親以外、四足なら机と椅子以外、走るものなら自動車以外、泳ぐものなら潜水艦以外、空を飛ぶものなら飛行機以外なんでも食ってしまう」と言われるように、その食材は多岐多様にわたる。この為その種類は極めて多い。調理法についても同様で、炒め方ひとつとっても干炒、滑炒、清炒、生炒、爆炒など技法や時間の長短により10種類近くあり、それぞれの炒め方を冠した料理ができあがる。さらにこれに用いる調味料で変化を加えると、青菜の炒め物だけでも100種類を超える料理ができあがる。こうしたことから1人の中華料理人が作れる料理の数は、何万種類にも及ぶ。
切り方
中華料理の切り方一覧も参照の事。
段（ダゥアン）
細長い食材を揃えての断ち切り。小口切りや輪切り、一口大と大きさは多岐にわたる。
塊（クァイ）
ぶつ切り。
片（ピェン）
薄切り、そぎ切り。繊維に沿って切る特徴を持つ。
條（ティアオ）
短冊切りや拍子木切り。
絲（スー）
細切り。
丁（ディン）
角切り、さいの目切り。5mm角程度に刻む場合、「小丁」と呼ばれる。特に先に格子状の筋切りを入れてから揃え切りする技法は「菊花丁」と呼ばれる。
方（ファン）
「色紙切り」同様、食材を小さな正方形の薄切りに切る。基本的には食材をまず底面が正方形となるよう四角柱として切り出し、それを薄切りにする。最初に四角柱の底面をひし形にした場合、「象眼（シャンイェヌ）」と呼ばれる技法となる。
鬆（スォン）
やや粗めのみじん切り。
末（モー）
みじん切り。
紋（ウェン）
「鹿の子切り」や、斜めに切れ目を入れる「松笠切り」、また味を染ませるために行う隠し包丁を指す。
扇子（シァヌズ）
いちょう切り。
仏手（フォレォウ）
一口大の食材に、付け根部分を残すようにして同一方向から4本の切り込みを入れる調理法。加熱すると切り込みが広がって仏像の掌に似るため、こう呼ばれる。縁起のみならず、火の通りや味染みが良くなる利点を持つ。日本でもタンメンや八宝菜のイカ、点心の饅頭等によく用いられる。
竜（ロン）
じゃばら切り。付け合わせに使うキュウリや大根、ニンジン等に切り落とさないよう斜めに庖丁を入れ、更に裏面から同じく包丁を入れた後、塩水につけて拡がりを良くする。
花（ホア）
単品で供するための飾り切り。主にニンジンや冬瓜のような硬質の野菜を用いて、龍や鳳凰といった瑞獣や花樹を象る。
油系
炒（チャオ）
油の量が少なめで炒める。
中華料理の基準の一つ。
短時間で火を通す調理法。
爆（バオ）
「炒」よりもさらに強熱火で一気に炒める方法。
炸（ジャ、ザー）
揚げ物の調理法。炸菜とも。基本的に高温で揚げる。
火を均一に通し、むらなく揚げるために材料は大きさや形を揃えて切る。
衣をつけて揚げる場合は「乾炸（ガンジャア）」、下味をつけた食材を素揚げにする場合は「清炸」、泡立てていない卵と小麦粉を衣として揚げる場合は「軟炸（ロワンジャア）」、柔軟化や揚げ時間の短縮を目的で食材を加熱調理したあと衣をつけてカリッと揚げる場合は「酥炸（スゥジャア）」と呼ばれる。特にメレンゲにコーンスターチや片栗粉を加えたものを衣として付け、比較的低温で時間をかけて揚げる調理法は「高麗（ガオリィ）」という特殊な名前をもつ。
煎（ジェン）
両面をよく焼く調理法。
燴（ホゥイ）
あんかけ。とろみをつけて仕上げる。
明油（ミンヨウ）
料理に風味や香り、照りを増し、温度を維持する目的で仕上げに少量の油を回しかける調理法。調理油には主に鶏油（ジィユ）が用いられる。
水系
煮（ジュ）
煮る。
燉（ドゥン）
（とろ火で）煮込む、煮詰める。
烹（ポウン）
揚げた材料をさっと煮る。
燜（メゥン）
揚げたりした材料を煮込む。
汆（ツゥアン）
さっと茹でる。湯通し。
蒸（ジョン）
蒸す。蒸気を通す。ふかす。加熱目的で行われるのが「清蒸」で、この時並行して素材に原湯（ユアンタン）で下味をつけることもある。粉をまぶし、ふわっとした薄い衣をつけるために行われる調理法は「粉蒸」と呼ばれる。茶わん蒸しのように主要調理目的で用いられる場合、「扣蒸」と呼ばれる。
涮（シュアン）
薄切りの材料を軽くゆでる。
しゃぶしゃぶにする。
水と油混合系
燒（シャオ）
中華料理の基準の1つ。煮込み、またはあぶり焼きの調理法。
乾焼（ガンシャオ）は水気がなくなるまで炒める技法。
原湯（ユアンタン）に醤油を中心とした調味料や香辛料を加えて煮詰める紅焼（ホンシャオ）は上海の代表的な調理法であり、事前の下拵えの方法でさらに大きく5つに分けられるほどにまで多様化している。
煨（ウェイ）
調味料を加え、長時間弱火で煮込む。弱火で焼きにすることを示すこともある。
滷（ルー）
あらかじめ塩辛いタレに漬け込んだ食材を煮込む。
扒（パー）
炊き物。
火系
烤（カオ）
焼き。
直火で炙り焼く調理法。
燻（シュン）
温燻。フレーバーとして各種茶葉や薬草や香草を加える場合もある。
醤（ジアン）
漬系
醃（イェン）
塩漬けにする。（広く）味噌、醤油などにつける。
溜（リョウ）
あんかけにする。
その他
拌（バン）
かき混ぜる、混ぜ合わす。和える。
掛（ゲゥア）
泥（ニィ）
擂り潰す、摺り下ろす。
また「とろみを付ける調理法」「煮崩す調理法」の表現として分野をまたいで用いられる。
茸（ロン）
（場合によっては複数の）食材をペーストにする。
排（パイ）
食材を叩いて荒く潰す。庖丁の背を用いて左右に軽く押し潰したり、紋（ウェン）同様、野菜に軽く切れ目を入れたり、肉の筋切りを行うこともこれに入る。

## マナー
広東料理の一つである飲茶の場合、お茶をつがれる際に、人差し指でテーブルをトントンと叩く。これは注いでくれる相手に対してのお礼である。これは、点心を食する場合、通常は会話を楽しみながら食するので、お茶を注いでくれる人に対して礼を言うと他の人との話の腰を折ってしまうので、それを防ぐ為である。

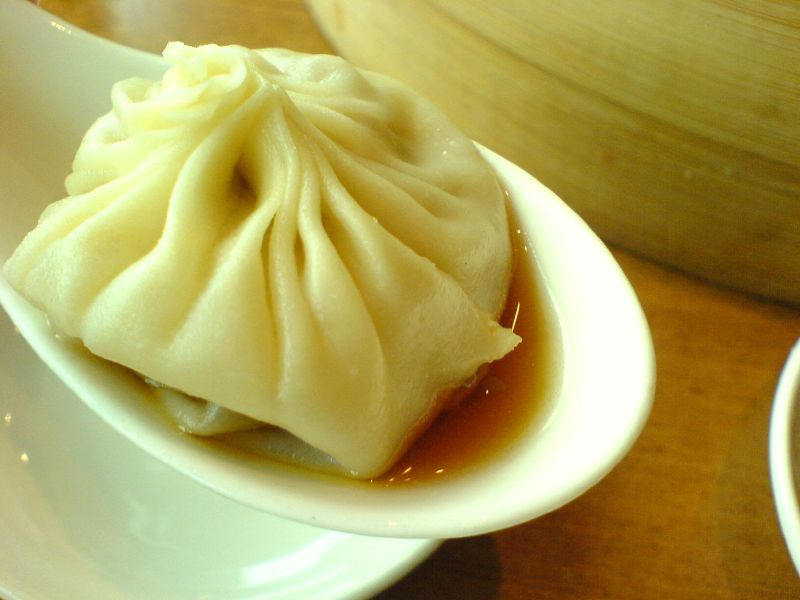
熱々のスープの入った小籠包

多くにおいての中華料理を食す際には、皿は手で持たない。スープ類には散蓮華（ちりれんげ）がついてくるのはその為である。また、スープ類、麺類を食す際には、音を立ててすすらない。ごはんや汁類は散蓮華、おかず類は箸を使う。大皿には基本、取り箸がなく、各々が直接自分の箸で取り分けるので箸は太くて長めにできている。
客人として訪問した際には、食べきれないほどの料理が出てくることが多い。また、残った料理を家に持ち帰る文化があるため、食べ残しを「お持ち帰り（打包）」可能な店も中国には多い。
コースで注文した場合、前菜、スープ、メイン料理、その他料理の順で、麺飯類は最後に出てくる。

## 中華料理の料理人
- 陳建民
- 陳建一
- 周富徳
- 程一彦